# Kile (Kalinowo)
Kile (deutsch Kiehlen, 1938–1945 Kielen) ist ein zur Gemeinde Kalinowo (Kallinowen, 1938 bis 1945 Dreimühlen) zählendes Dorf im nordöstlichen Masuren in der polnischen Woiwodschaft Ermland-Masuren im Powiat Ełcki (Kreis Lyck).

## Geographie
Das Dorf befindet sich 6,5 Kilometer nordöstlich der Ortschaft Kalinowo an der östlichen Grenze der Woiwodschaft zum benachbarten Podlachien, ein Kilometer südlich von Turowo (Thurowen, 1938 bis 1945 Auersberg) an einer weiter nach Ginie (Gingen) führenden Straße.

## Geschichte
Kiehlen fand zu Beginn des 16. Jahrhunderts durch von Lyck ausgehende Besiedlung erstmals Erwähnung. Mit der preußischen Gebietsreform vom 27. Mai 1874 gehörte Kiehlen verwaltungstechnisch als Landgemeinde zum Amtsbezirk Wiersbowen (1892–1932: Wierzbowen) im Landkreis Lyck, der neben Kiehlen die Gemeinden Groß Czymochen, Millewen, Sanien, Soczien, Thurowen und Wiersbowen und den Gutsbezirk Czymochen umfasste. 1938 wurde durch Umbenennung der Gemeinde Wiersbowen der gleichnamige Amtsbezirk zum „Amtsbezirk Waldwerder“.
Am 1. Dezember 1910 waren in Kiehlen 104 Einwohner registriert, 1933 waren es 113.
Aufgrund der Bestimmungen des Versailler Vertrags stimmte die Bevölkerung im Abstimmungsgebiet Allenstein, zu dem Kiehlen gehörte, am 11. Juli 1920 über die weitere staatliche Zugehörigkeit zu Ostpreußen (und damit zu Deutschland) oder den Anschluss an Polen ab. In Kiehlen stimmten 60 Einwohner für den Verbleib bei Ostpreußen, auf Polen entfiel keine Stimme.
Die amtliche Schreibweise von Kiehlen wurde 1938 in Kielen geändert. 1939 hatte Kielen 108 Einwohner.
Bis zum Ausbruch des Zweiten Weltkrieges war Kielen ein ostpreußisches Grenzdorf zu Polen, zur dortigen Region Podlachien. Nach Ende des Zweiten Weltkrieges 1945 fiel das zum Deutschen Reich gehörende Kielen an Polen. Die ansässige deutsche Bevölkerung wurde, soweit sie nicht geflüchtet war, nach 1945 größtenteils vertrieben bzw. ausgesiedelt und neben der angestammten masurischen Minderheit durch Neubürger aus anderen Teilen Polens ersetzt. Der Ort Kielen wurde gemäß der polnischen Übertragung in „Kile“ umbenannt. Von 1975 bis 1998 gehörte Kile zur damaligen Woiwodschaft Suwałki, kam dann 1999 zur neu gebildeten Woiwodschaft Ermland-Masuren.

## Religionen
Vor 1945 war Kiehlen resp. Kielen in die evangelische Kirche Kallinowen (1938 bis 1945 Dreimühlen, polnisch Kalinowo) in der Kirchenprovinz Ostpreußen der Kirche der Altpreußischen Union sowie in die römisch-katholische Kirche St. Andreas in Prawdzisken (1934 bis 1945 Reiffenrode, polnisch Prawdziska) im damaligen Bistum Ermland eingepfarrt.
Heute gehört Kile katholischerseits zur Kirche in Turowo (Thurowen, 1938 bis 1945 Auersberg), einer Filialkirche der Pfarrei Prawdziska im Bistum Ełk der Römisch-katholischen Kirche in Polen. Die evangelischen Einwohner orientieren sich zur Kirchengemeinde in der Kreisstadt Ełk (Lyck), einer Filialgemeinde der Pfarrei in Pisz (Johannisburg) in der Diözese Masuren der Evangelisch-Augsburgischen Kirche in Polen.